# Xyleus pirapora
Xyleus pirapora är en insektsart som beskrevs av Frédéric Carbonell 2004. Xyleus pirapora ingår i släktet Xyleus och familjen Romaleidae. Inga underarter finns listade i Catalogue of Life.